# ステーション・イレブン
『ステーション・イレブン』（英語: Station Eleven）は、パトリック・サマーヴィルがエミリー・セント・ジョン・マンデルの同名小説に基づいて制作した、終末後の世界を描くアメリカ合衆国のディストピアフィクションテレビミニシリーズ。2021年12月16日にHBO Maxで初公開され、2022年1月13日まで10話が放送された。

## 概要
このシリーズは、全米監督協会賞（テレビドラマ部門）にノミネートされ、ヒメーシュ・パテルがプライムタイム・エミー賞のリミテッド/アンソロジーシリーズ/映画の優秀主演男優賞を含む7部門ノミネートされた。また、今までのポストアポカリプス作品とは一線を画す新たな作品として、ニューヨーク・タイムズ紙が「2021年のベストドラマ」に選出し、辛口評論サイト「ロッテン・トマト」でも98%の満足度と高い評価を集めている。
日本では、2022年4月29日からU-NEXTで独占配信された。

## キャスト
| 役名                     | 俳優                           | 日本語吹替                                            |
| ------------------------ | ------------------------------ | ----------------------------------------------------- |
| キルステン・レイモンド   | マッケンジー・デイヴィス       | 早見沙織                                              |
| キルステン(子供時代)     | マチルダ・ローラー             | 伊瀬茉莉也                                            |
| ジーヴァン・チャウダリー | ヒメーシュ・パテル             | 細谷佳正                                              |
| フランク・チャウダリー   | ナブハン・リズワン             | 小林親弘                                              |
| 預言者                   | ダニエル・ゾヴァット           | 安元洋貴                                              |
| クラーク・トンプソン     | デヴィッド・ウィルモット       | 東地宏樹                                              |
| サラ                     | ロリ・ペティ                   | 雨蘭咲木子                                            |
| アーサー                 | ガエル・ガルシア・ベルナル     | 佐々木望                                              |
| ミランダ                 | ダニエル・デッドワイラー       | 金田愛                                                |
| アレクサンドラ           | フィリピン・ヴァージ           | 小市眞琴                                              |
| サイード                 | アンディ・マックイーン         | 遠藤純一                                              |
| コンスタンス             | デボラ・ドレークフォード       | 平野夏那子                                            |
| エリザベス               | ケイトリン・フィッツジェラルド |                                                       |
| マイルズ                 | ミルトン・バーンズ             | 竹田雅則                                              |
| テリー                   | タラ・ニコデモ                 | 浅野まゆみ                                            |
| ティム                   | マシュー・アマドール           | 渡辺アキラ                                            |
| その他                   | N/A                            | 西村太佑 林真里花 置鮎龍太郎 平岡照己 菊永あかり ほか |

## エピソード
| シーズン | シーズン | 話数 | 話数 | 放送期間       | 放送期間      |
| シーズン | シーズン | 話数 | 話数 | 初回放送       | 最終回放送    |
| -------- | -------- | ---- | ---- | -------------- | ------------- |
|          | 1        | 10   | 10   | 2021年12月16日 | 2022年1月13日 |